# Władimir Bystriakow
Władimir Jurewicz Bystriakow (ros. Влади́мир Ю́рьевич Быстряко́в, ukr. Володимир Юрійович Бистряков, ur. 13 grudnia 1946) – ukraiński kompozytor. Zasłużony Artysta Ukraińskiej SRR (1987). Laureat konkursu im. B. Smetany (Czechosłowacja, 1971 rok). Ukończył Konserwatorium w Kijowie (1972), pracował w Kijowskiej Filharmonii. Autor muzyki do filmów animowanych.

## Wybrana muzyka filmowa
- 1988: Wyspa skarbów
- 1985: Słoneczko i śnieżni ludkowie
- 1982: Alicja po drugiej stronie lustra

## Nagrody i odznaczenia
- 1971: Laureat konkursu im. B. Smetany (Czechosłowacja)
- 1987: Zasłużony Artysta Ukraińskiej SRR